# Залізничний міст через Конві
53°16′49″ пн. ш. 3°49′26″ зх. д. / 53.2802° пн. ш. 3.82378° зх. д.
Залізничний міст через Конві (англ. Conwy Railway Bridge) — залізничний міст, через який прокладено Північно-Вельську прибережну залізницю, через річку Конві між Лландидно та містом Конві. Кований трубчастий міст, був побудований в ХІХ столітті. Це останній збережений приклад такого типу конструкцій Стефенсона після того, як оригінальний міст Британія через протоку Менай був зруйнований внаслідок пожежі в 1970 році і замінений дворівневою конструкцією аркового мосту.
Залізничний міст Конві був спроектований залізничним інженером Робертом Стефенсоном у співпраці з Вільямом Фейрберном та Ітоном Ходжкінсоном. Початковий проект передбачав підвісний міст, який доповнював підвісний міст через Конві Томаса Телфорда 1826 року. Після призначення Стефенсона головним інженером проект був змінений, оскільки підвісний міст вважався непридатним для залізниці. Стефенсон та його співробітники винайшли ковану коробчасту балку для мосту через річку Конві однопрогінний.
Протягом травня 1846 р. закладено фундамент мосту. Міст було офіційно відкрито в 1849 році. Міст передумовив будівництво мосту Британія. В 1899 році трубчасті секції були зміцнені чавунними колонами, щоб зменшити навантаження на проліт через річку. 